# Банда Аслана Гагиева
Ба́нда Асла́на Га́гиева — организованная преступная группировка, действовавшая в 2004—2013 годах в Северной Осетии. Стала широко известна из-за совершения громких убийств. Фактически разгромлена после ареста ряда её лидеров в лице Олега Гагиева и Александра Джуссоева в 2009 году. Основатель банды, Аслан Гагиев, был арестован в марте 2016 года в Австрии и депортирован через год в Россию, где был приговорён к пожизненному лишению свободы.

## Создание и структура банды
Банду наемных убийц в 2004 году организовал осетин Аслан Гагиев (1971 г.р., уроженец с. Земо-Болкви в Грузии) по кличке «Джако». Главное подразделение киллеров банды возглавлял однофамилец Гагиева — уроженец Южной Осетии, сотрудник южноосетинской контрразведки Олег Гагиев по кличке «Ботэ» (Малыш). Всего в банду входило более сорока человек (в том числе двое милиционеров и один сотрудник прокуратуры), многие из которых участвовали в войне с Грузией в 1992 году. Банда принимала заказы на убийства любой сложности. Киллеры использовали съемные квартиры, угнанные автомобили, поддельные документы, сим-карты различных сотовых операторов. Оружие они привозили из Южной Осетии.
С июля 2008 года в составе банды находился Александр Джуссоев. Олег Гагиев лично принимал заказы на убийства. База Гагиева находилась в Москве, а Джуссоев, который считался «правой рукой» Гаигева, регулярно летал на самолёте в столицу на совещания с главарем, после чего возвращался во Владикавказ и передавал приказы Гагиева об убийстве конкретного человека. Джуссоеву подчинялись Инал Зассеев, Темур Кудзиев, Иван Багаев, Инал Остаев и водитель банды Алан Алборов. Прикрытие банде обеспечивали оперативник УБОПа Рафаэль Калагов, заместитель районного прокурора Мурат Габеев и сотрудник республиканского МВД Гиви Слонов.

## Преступления
Жертвами банды становились в своё время мэр Владикавказа Виталий Караев, бывший мэр Владикавказа Казбек Пагиев и его водитель, а также несколько иных лиц. Также банда совершила покушения на начальника отдела угрозыска республиканского МВД Виталия Чельдиева и начальника оперативно-розыскной части угрозыска Аслана Качмазова, расследовавших деятельность банды Гагиева.
По словам бывшего заместителя начальника отдела по борьбе с организованной преступностью и бандитизмом УБОП при МВД Северной Осетии, Олег Гагиев и подчинённые ему бандиты ещё в 2003 году совершили убийства троих людей. Уголовные дела по этим убийствам направлялись в суд, но бандиты так и не были осуждены.
В Москве в 2004—2005 годах были убиты владелец банка «Национальный капитал» Дмитрий Плытник, негласный владелец банка «Кредиттраст» Александр Слесарев, а также председатель правления банка «Кутузовский» Олег Новосельский.
Плытника перед смертью жестоко пытали в помещении автомойки, замотав в обнаженном виде в пленку. После того как банкир подписал ряд документов и чистые листы бумаги, его обезглавили, а тело бросили в реку с привязанными к нему железными блинами от штанги. Его труп был найден в апреле 2005 года на берегу в районе Дубны, опознали его только благодаря экспертизе ДНК.
Банкира Олега Новосельского живым забетонировали в бочке. Он умирал долго и мучительно: бочку длительное время держали в подвале офиса на Чистых прудах, куда Новосельского заманили под предлогом передачи фейерверков для празднования Нового года. Потом бочку с трупом сбросили в канал имени Москвы, где её спустя 10 лет нашли следователи, допросив одного из киллеров.
В октябре 2005 года на Каширском шоссе в Подмосковье бандиты обстреляли машины, на которых ехали в храм негласный владелец разорившихся во время финансового кризиса 2004 года «Содбизнесбанка» и банка «Кредиттраст» Александр Слесарев и его родственники. Вместе с банкиром погибли его жена и 15-летняя дочь, а ещё три человека (в том числе 80-летняя монахиня) получили ранения.
В 2006 году бандиты убили бывшего председателя правления банка «Национальный капитал» Филиппа Дегтярёва, который на тот момент работал финансовым директором клуба «Высотка».
В январе 2008 года бандиты тяжело ранили в центре Владикавказа бывшего руководителя администрации главы Северной Осетии, ректора одного из частных вузов Владикавказа Сергея Такоева. В марте того же года бандиты устроили засаду и расстреляли из автоматов автомобиль начальника отдела по борьбе с организованной преступностью МВД Северной Осетии Марка Мецаева. Смертельно раненый полковник милиции сумел протаранить один автомобиль киллеров, преграждавший ему дорогу, однако вырваться из ловушки не сумел и почти сразу умер. Указом Президента России Марк Мецаев посмертно был награждён Орденом Мужества. Летом бандиты у одного из ресторанов расстреляли майора милиции Илью Касрадзе.
В конце октября на въезде во Владикавказ бандиты Гагиева расстреляли из автоматов автомобиль, в котором находился руководитель отдела уголовного розыска МВД республики Виталий Чельдиев вместе со своим 20-летним сыном Зауром. Они оба погибли на месте. Бандиты убили Мецаева и Чельдиева, потому что те активно боролись с их группировкой. Сотрудники правоохранительных органов несколько раз пытались привлечь к ответственности Ботэ и его бандитов, но Гагиеву каждый раз удавалось избежать наказания. Ботэ несколько раз попадал в следственный изолятор, и каждый раз его освобождали.
26 ноября 2008 года киллерами у ворот собственного дома был убит мэр Владикавказа Виталий Караев. Караев знал, что его хотят убить, в связи с чем заказал себе в Москве бронированный автомобиль. Однако водитель, который должен был доставить этот автомобиль в Северную Осетию, был убит в Москве. Бандиты, зная график передвижения мэра, наблюдали за ним с соседней улицы, и, когда он вместе со своей охраной вышел из дома, один из участников банды, Инал Остаев, застрелил Виталия Караева из снайперской винтовки.
31 декабря 2008 года был убит бывший заместитель председателя правительства Северной Осетии Казбек Пагиев: автомобиль Audi, в котором находились Пагиев и его водитель, был расстрелян бандитами, когда он выезжал со двора своего дома во Владикавказе. Известно, что два бандита с автоматами заблокировали выезд со двора машины с Пагиевым, а когда он остановился, расстреляли его.
Весной 2009 года участники банды тяжело ранили подполковника милиции Аслана Качмазова, занимавшегося расследованием организованных Малышом убийств и других преступлений.
2 октября 2012 года на Кронштадтском бульваре Москвы был убит бывший член банды Сергей Бегларян, шантажировавший бандитов разоблачением.
Всего следователи установили причастность банды к 80 убийствам, большинство из которых совершено на территории Северной Осетии. При этом они уверены, что далеко не все подобные эпизоды удалось выявить.

## Расследование, аресты и судебные процессы
Только после громкого убийства мэра Владикавказа к расследованию подключились следователи Главного следственного управления Следственного комитета России по Северо-Кавказскому и Южному федеральным округам, сотрудники МВД и ФСБ России. Так, были арестованы Алан Алборов, Инал Остаев и бывший сотрудник УБОПа Рафаэль Каллагов.
В апреле 2009 года в Москве были задержаны Олег Гагиев и Александр Джуссоев. Гагиев отказался сотрудничать со следствием.
Дело Джуссоева рассматривалось с ноября 2010 года. В ходе предварительного следствия Джуссоев признал свою вину и заключил соглашение об особом порядке ведения судебного процесса, однако на первом же заседании отказался от признательных показаний: в его отношении процесс пошёл в обычном порядке. Джуссоеву были предъявлены обвинения по 7 статьям УК РФ: бандитизм, убийства, посягательства на жизнь сотрудников правоохранительных органов, умышленное причинение средней тяжести вреда здоровью, умышленное повреждение чужого имущества и незаконный оборот оружия. По факту совершённых им преступлений было возбуждено 25 уголовных дел, которые были объединены в одно общим объёмом 400 томов: за время расследования следователи провели 2577 допросов, 110 обысков, подготовили 224 запроса и 414 поручений.
Бывший сотрудник милиции Гиви Слонов, бывший заместитель районного прокурора Мурат Габеев, Инал Зассеев, Темур Кудзиев, Иван Багаев и Роберт Багаев сумели скрыться и были объявлены в федеральный и международный розыск. Часть из них была задержана в августе 2014 года, Аслан Гагиев — в январе 2015 в Австрии, Олег Дзарахохов и Иван Багаев — в начале 2015 во Владикавказе и Черногории соответственно, Артур Джиоев — в апреле 2015 в Греции, сотрудники «СОБРа» ГУ МВД РФ по Московской области Андрей Санкин и Виктор Пронин — в ноябре 2015 года.
В ходе предварительного расследования деятельности банды было проведено 239 судебных экспертиз и допрошены более 1350 свидетелей. В ходе обысков было изъято 12 единиц огнестрельного оружия (в том числе гранатомёт и боеприпасы). Правоохранительным органам пришлось проделать большую работу, чтобы собрать доказательства вины бандитов. Например, чтобы найти части оружия, сброшенного бандитами в Терек, пришлось осушить русло реки близ Владикавказа. Во время следствия на свидетелей оказывалось давление, в их адрес поступали угрозы физической расправы, а следователей пытались скомпрометировать, в том числе, распространяя о них слухи в Интернете.
Следователи сумели раскрыть не только убийство Виталия Караева, но и другие преступления — в том числе убийство бывшего вице-премьера Правительства Республики Северная Осетия-Алания Казбека Пагиева.
11 августа 2011 года Верховный суд Северной Осетии признал Джуссоева виновным и приговорил его к 19 годам и 6 месяцам лишения свободы с отбыванием 15 лет в тюрьме и оставшегося срока в колонии строгого режима. Ранее Верховный суд приговорил Инала Остаева, участвовавшего в четырёх убийствах, к 19 годам колонии строго режима; Рафаэля Каллагова, который предоставлял информацию о проводимых милицией оперативных мероприятиях и «прикрывал» сообщников — к 18 годам колонии строгого режима; Алана Алборова, участвовавшего в подготовке убийств высокопоставленных чиновников и милиционеров — к 9 годам колонии строго режима. В отношении этих троих дела рассматривались в особом порядке.
По ходатайству прокуратуры решением Верховного суда Российской Федерации было принято решение о рассмотрении дела Олега Гагиева окружным военным судом в связи с тем, что следствие располагало данными о возможной подготовке участниками банды нападений на участников процесса. Процесс над Олегом Гагиевым проходил в Ростове-на-Дону, подсудимого охраняли вооружённые автоматами сотрудники ОМОНа.
22 февраля 2012 года суд присяжных признал Олега Гагиева виновным в семи убийствах, а также постановил, что подсудимый не заслуживает снисхождения. 13 марта 2012 года Северо-Кавказский окружной военный суд приговорил Гагиева к пожизненному лишению свободы и штрафу в размере 1 миллиона рублей.
2 сентября 2015 года Северо-Кавказский окружной военный суд (дело рассматривалось там, поскольку один из обвиняемых во время совершения преступлений обладал статусом военнослужащего) приговорил шестерых членов банды Гагиева за убийство девяти человек: Олега Хамицева — к пожизненному заключению, Артура Тибилова — на 22 года, Чермена Сугарова — на 20 лет, Валерия Плиева — на 18 лет, Тамерлана Козырева на 17 лет и Азамата Сидакова — на 16 лет.
Арестованный в Австрии Аслан Гагиев в марте 2016 года был освобождён под залог в 100 000 евро в рамках так называемого болгарского дела — при задержании у него обнаружили фальшивый паспорт гражданина Болгарии. В соответствии с австрийским законодательством обвиняемый в ожидании экстрадиции не может находиться под стражей больше срока, который грозит ему в стране, куда его могут отправить. В Болгарии за использование фальшивого паспорта ему грозил год заключения, однако это время он уже отбыл в австрийской тюрьме. В июне 2016 года Болгария отозвала запрос на выдачу Гагиева.
12 сентября 2017 года Высший земельный суд Вены удовлетворил запрос Генеральной прокуратуры России о выдаче Гагиева. Однако перед отправкой Гагиева в аэропорт его адвокаты представили справку о том, что у Гагиева за время пребывания в австрийской тюрьме развилась редкая форма аэрофобии, при которой обвиняемый может не пережить перелёта в Россию. В результате выдача Гагиева была отложена, и только в июне 2018 года Аслан Гагиев был экстрадирован в Россию. Незадолго до этого в интернете появился сайт «Свободу Аслану Гагиеву» с видеосвидетельствами жителей Осетии, которым помогал Гагиев; видео снабжены английскими субтитрами, активисты собирали подписи под обращением к австрийским властям с просьбой отказаться от экстрадиции.
Дело Аслана Гагиева Южный окружной военный суд в Ростове-на-Дону начал рассматривать 4 октября 2021 года. Его обвинили в организации преступного сообщества, бандитизме, организации убийств предпринимателей Таймура Кадзиева и Валерия Лалиева, заместителя прокурора Промышленного района Владикавказа Олега Озиева, бывшего члена банды Алана Торчинова, организации покушения на убийство брата погибшего Алана Торчинова Асланбека, при котором погибли Аслан Торчинов и Албег Плаев, а также незаконном обороте оружия. Гагиев на суде заявил, что готов свидетельствовать против самого себя, если следствие выйдет на конкретных заказчиков убийств. 14 сентября 2023 года Гагиев был признан виновным в организации преступного сообщества; создании трёх устойчивых вооружённых банд; убийстве двух и более лиц, совершённом организованной группой и сопряжённом с бандитизмом; незаконном обороте оружия и боеприпасов. Он был приговорён к пожизненному лишению свободы.

### Судьбы членов банды
На октябрь 2021 года 24 члена преступной группировки были приговорены к длительным срокам заключения, в отношении 12 дела рассматривались в суде, семеро были объявлены в международный розыск, а ещё семеро были убиты в результате внутренних конфликтов в группировке.
Олег Дзарахохов, известный в банде Аслана Гагиева под прозвищем «Колобок», в 2016 году был приговорён к 19 годам лишения свободы. В 2022 году он был освобождён и отправился в составе ЧВК «Вагнер» в зону боевых действий на Украине (служил под позывным «Ташай»). 24 ноября 2022 года он погиб в районе Озаряновки (под Бахмутом) в результате осколочного ранения. Посмертно представлен к медали «За отвагу».